# Plastocerus aequatorius
Plastocerus aequatorius is een keversoort uit de familie Plastoceridae. De wetenschappelijke naam van de soort is voor het eerst geldig gepubliceerd in 1889 door Candèze.